# Phaedrolosaurus
Phaedrolosaurus — рід тероподових динозаврів, оснований на одному зубі, можливо, з формації Ляньмугін нижньої крейди валанжинсько-альбського періоду Вуерхо, Сіньцзян, Китай.

## Відкриття та найменування
Перші відомі останки Phaedrolosaurus були виявлені в Китаї під час експедиції Інституту палеонтології та палеоантропології хребетних (IVPP) до району Вуерхо в Китаї в 1964 році. Зуб, IVPP V 4024-1, був описаний у 1973 році та названий Дун Чжіміном як новий рід і вид. Типовим видом є Phaedrolosaurus ilikensis. Родова назва походить від грецького φαιδρός, phaidros, «піднесений», що означає спритність тварини. Видова назва стосується формації Іліке. Донг заявив, що зуб довжиною тридцять один міліметр схожий на зуб Дейноніха, хоча товщий, коротший і твердіший. Він вважав новий рід можливим дромеозавридом.
Як частину типового матеріалу цього роду Донг описав кілька скелетних елементів з інших місць, серед яких часткова шарнірна права нога. Оскільки останній матеріал кінцівки демонстрував аутапоморфії, відмінні характеристики, і не було причин пов’язувати його з недіагностичним зубом, Rauhut і Xu у 2005 році дали цьому матеріалу власну назву, Xinjiangovenator parvus. Вони також рекомендували розглядати Phaedrolosaurus як nomen dubium, сумнівну назву. Оскільки Донг не визначив голотип серед кількох зразків у 1973 році, віднесених до Phaedrolosaurus, у 1977 році Ганс-Дітер Сьюз зробив зуб лектотипом.